# Pawel Fjodorowitsch Gorjaninow

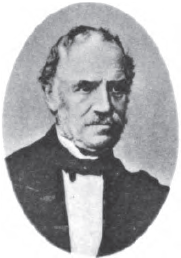
Pawel Fjodorowitsch Gorjaninow

Pawel Fjodorowitsch Gorjaninow (russisch Павел Фёдорович Горянинов; wiss. Transliteration Pavel Fëdorovič Gorjaninov; * 1796 in Mahiljou; † 1866 in Sankt Petersburg) war ein russischer Botaniker. Sein offizielles botanisches Autorenkürzel lautet „Horan.“, weil er sich in botanischen Werken auch Paul (Paulus) Fedorowitsch Horaninow(v) nannte.

## Werke
1834 schrieb er das Werk Primae lineae systematis naturae. 1862 verfasste er Prodromus Monographiae Scitaminarum.

## Ehrungen
Die Pflanzengattung Horaninovia Fisch. et Mey. aus der Pflanzenfamilie der Amaranthaceae ist nach ihm benannt worden.